# Capesize

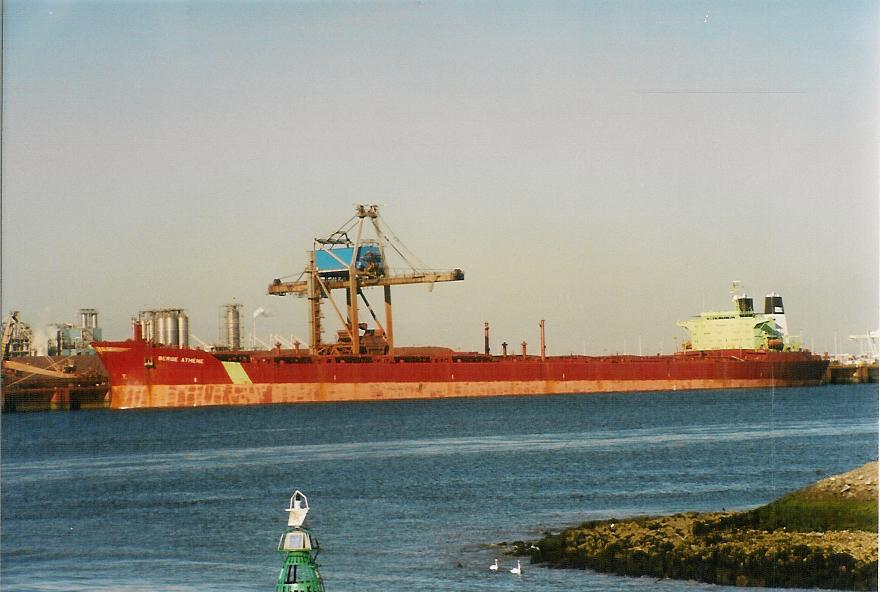
Capesize-Massengutfrachter Berge Athene

Der Begriff Capesize steht für Frachtschiffe, die zu groß sind, um den Suezkanal und somit auch den wegen seiner Schleusen noch beengteren Panamakanal zu passieren, und die daher auf dem Weg von einem Ozean zum anderen um Kap Hoorn bzw. das Kap der Guten Hoffnung fahren müssen.
Unabhängig von den aktuellen Begrenzungen der beiden großen Schifffahrtswege fallen heutzutage ausschließlich Massengutfrachter mit größter Tragfähigkeit und Supertanker der Klassen VLCC (Very Large Crude Carrier) und ULCC (Ultra Large Crude Carrier) in die Kategorie Capesize. Seit dem Ausbau des Suezkanals 2009 können auch Schiffe dieser Klassen den Kanal passieren, sofern ihr Tiefgang geringer als 20,1 m ist.